# 블레라
블레라(이탈리아어: Blera)는 이탈리아 라치오주 비테르보도에 위치한 코무네다. 교황 사비니아노의 출생지이며, 또한 교황 파스칼 2세의 출생지로도 생각되고 있다.